# Osceola (film)
Pour les articles homonymes, voir Osceola (homonymie).
Pour plus de détails, voir Fiche technique et Distribution.
Osceola est un western cubano-bulgaro-est-allemand sorti en 1971 et réalisé par Konrad Petzold. Il est inspiré du parcours du personnage historique Osceola.

## Synopsis
En 1835, le chef indien Osceola et sa tribu, les Séminoles, vivent paisiblement en Floride de l'agriculture et de la chasse. Ils aspirent à une cohabitation paisible avec leurs voisins blancs. Certains d'entre eux ont les mêmes intérêts que Moore, un anti-esclavagiste qui possède une scierie à proximité. Moore emploie également des personnes de couleur, non pas comme esclaves, mais comme salariés. Mais il y a aussi ceux pour qui les Séminoles sont depuis longtemps une épine dans le pied, comme par exemple le riche propriétaire de plantations et esclavagiste Raynes, qui veut cultiver de la canne à sucre sur les terres des Séminoles. Quelques esclaves en fuite vivent chez les Séminoles, ce qu'il considère comme un vol de « propriété privée ».
Lorsque sa fille Gladis lui raconte qu'Osceola a effrayé son cheval (en réalité, il l'a aidée à arrêter le cheval qui s'était emballé) et qu'un autre esclave parvient à s'échapper pour rejoindre les Indiens, Raynes décide d'agir. Il charge quelques hommes de main et le surveillant des esclaves Hammer de tendre un piège aux Indiens afin de ramener les esclaves qui se sont enfuis. Le major Thompson soudoie le chef séminole Emathla avec beaucoup d'argent et ne demande en échange que la réinstallation des Séminoles sur une « terre extrêmement fertile » en Arkansas. Osceola est témoin de la corruption et déconseille aux membres de sa tribu de suivre Emathla, car il se doute bien qu'il s'agit d'un piège. En état de légitime défense, il abat Emathla. Seule une poignée d'Indiens croit aux fausses promesses qui leur ont été faites, ils continuent leur chemin malgré l'avertissement et sont abattus de sang-froid peu après par Hammer et ses hommes. 
Ensuite, Hammer enlève Che-Cho-Ter, la femme d'Osceola, pour le compte de Raynes. Lorsqu'une canonnière tire sur un grand nombre d'esclaves en fuite, Osceola se rend compte qu'il ne peut plus empêcher la guerre et intervient. Il libère d'abord sa femme des mains de Raynes, ce qui provoque la mort de Hammer et l'incendie du manoir, puis il fait exploser la canonnière à l'aide d'une ruse. À la fin, les esclaves en fuite peuvent s'enfuir en bateau avec les Indiens. Moore, dont la scierie a été détruite par la canonnière, s'enfuit vers le nord, car il n'a plus d'attaches en Floride. Pour les Séminoles, c'est le début d'une guerre qui durera sept ans et fera encore de nombreuses victimes des deux côtés.

## Fiche technique
- Titre original : Osceola
- Réalisateur : Konrad Petzold
- Scénario : Walter Püschel (de), Gunter Karl
- Photographie : Hans Heinrich (de)
- Montage : Thea Richter (de)
- Musique : Wilhelm Neef (de)
- Productrice : Dorothea Hildebrandt
- Société de production : Deutsche Film AG
- Pays de production :  Allemagne de l'Est
- Langue de tournage : allemand
- Format : Couleur (ORWO-Color) - 2,35:1 - Son mono - 35 mm
- Genre : Western
- Durée : 108 minutes (1h48)
- Date de sortie :	
  - Allemagne de l'Est : 26 juin 1971
  - Hongrie : 2 mars 1972
  - Pologne : août 1972

## Distribution
- Gojko Mitić : Osceola
- Horst Schulze (de) : Raynes
- Iurie Darie (de) : Moore
- Karin Ugowski (de) : Gladis